# Levi
Levi je jedno z největších sportovní středisek ve finském Laponsku. Rozprostírá se na stejnojmenné hoře, která se tyčí do výše 531 m n. m., a v jejím okolí. Středisko je zaměřeno na zimní (sjezd, běh na lyžích) i letní sporty.
Sportovní areál Levi se nachází na území obce Kittilä a je dostupný z letiště v Kittilä, z vlakové stanice v Kolari a po silnici.
Nedaleko Levi se nachází častý cíl pěších výletů, hora Kätkätunturi. Kousek od lyžařského střediska je sněžná vesnice Lainio, kde je možné zhlédnout sněhové domy, přenocovat ve sněhovém hotelu, nebo dokonce uspořádat svatbu.

## Zimní sporty

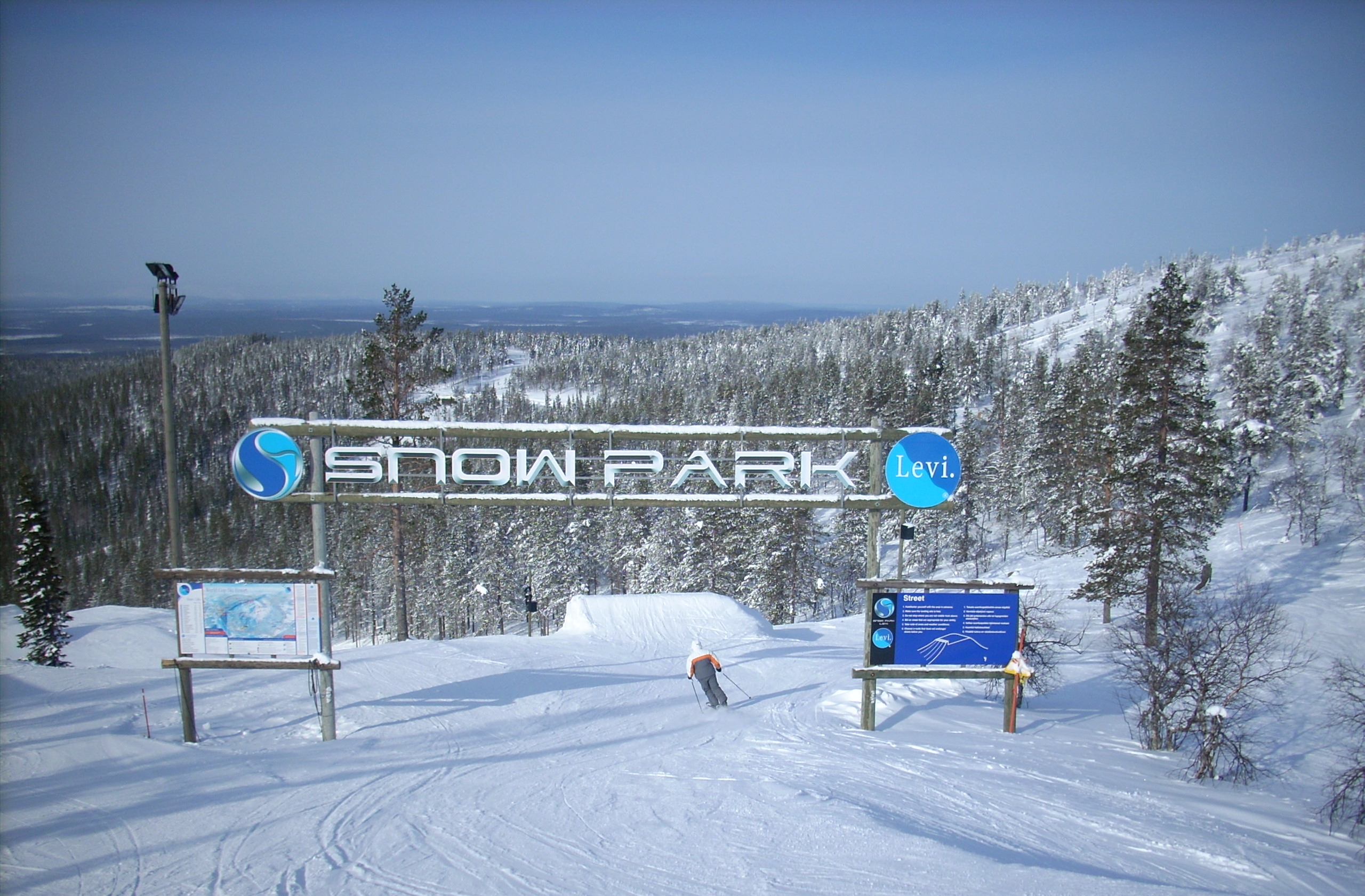
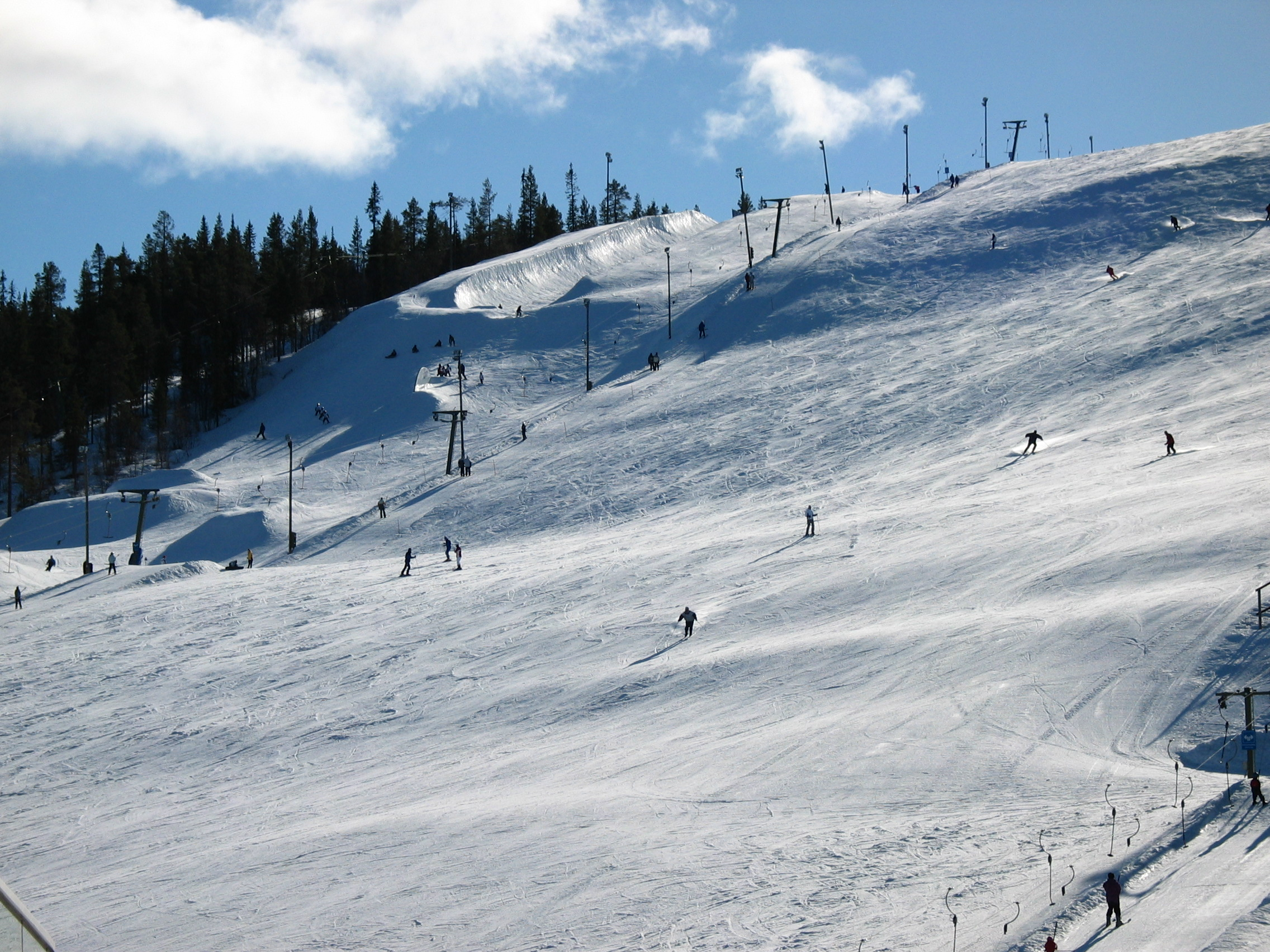
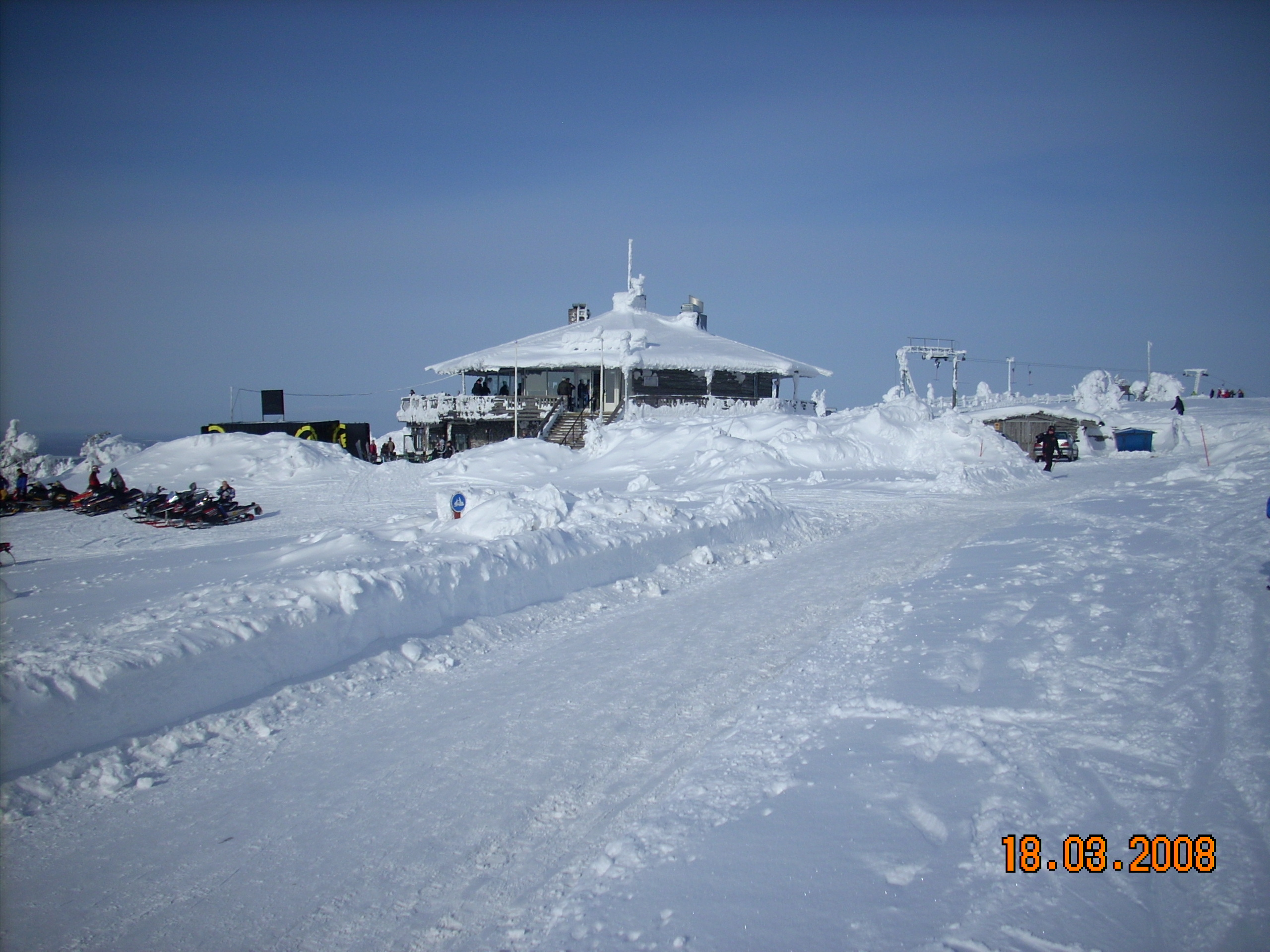
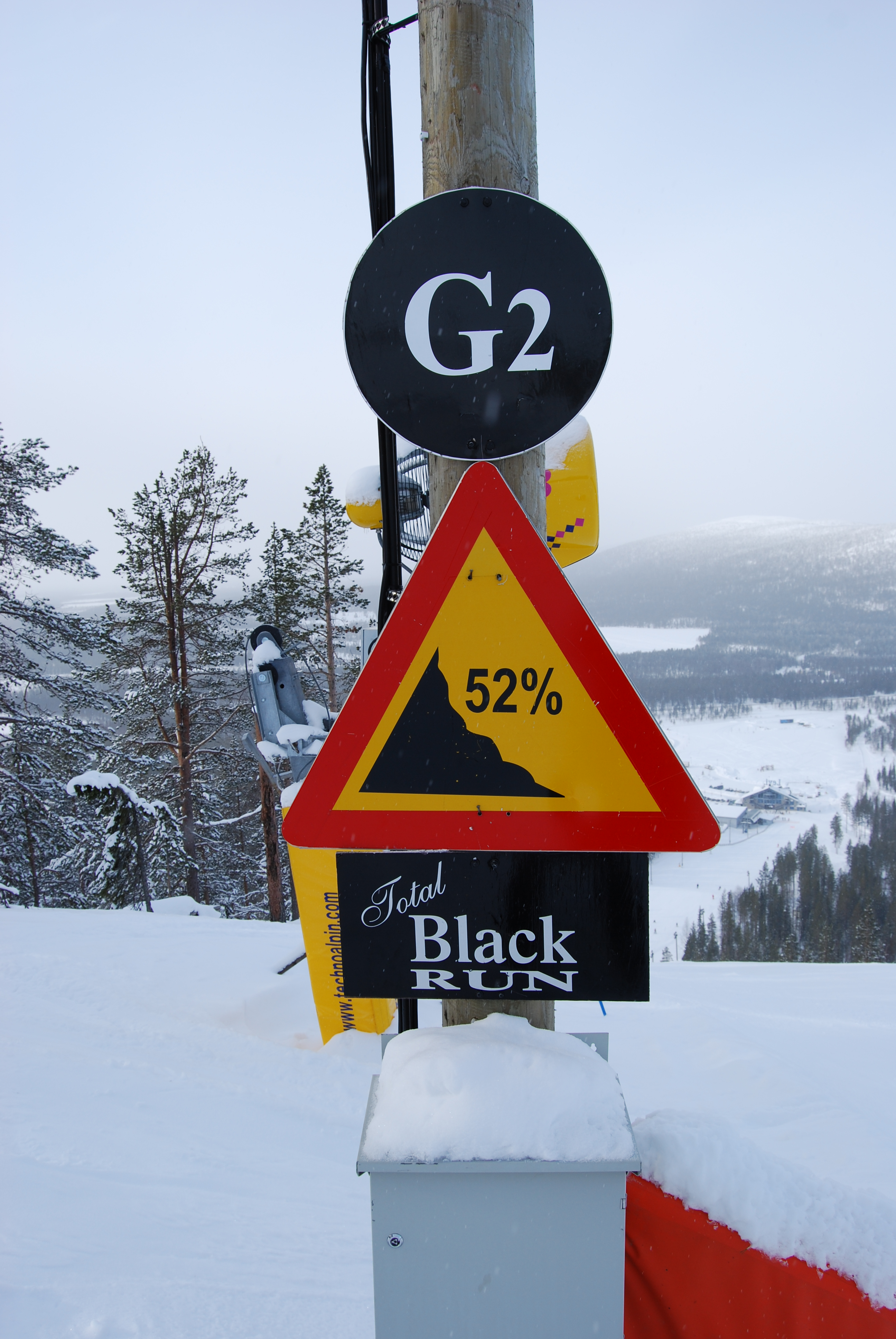
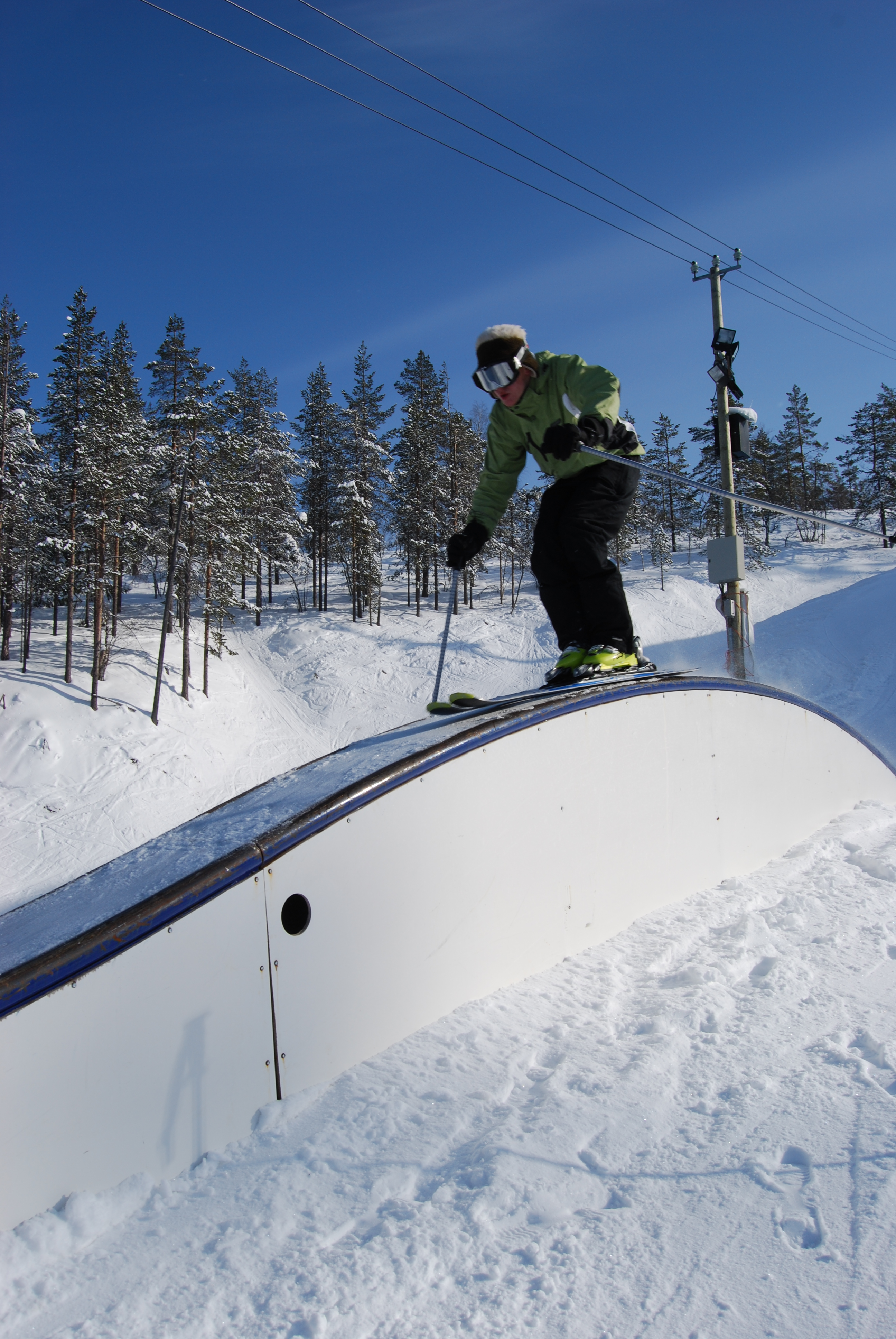

Na hoře se nachází celkem 48 sjezdových tratí (z nichž 15 je osvětlených) a 26 vleků. Největší výškový rozdíl sjezdovky je 325 m a nejdelší trať měří 2,5 km. V Levi je asi 230 km běžkařských tratí a 750 km tratí pro sněžné skútry a motorové saně. Zimní sezóna je v Levi velmi dlouhá, začíná většinou v půli října a končí začátkem června.

## Letní sporty
Oblíbeným sportem v létě je sjezd na kolech ale i pěší turistika, tenis v dolní části areálu aj.

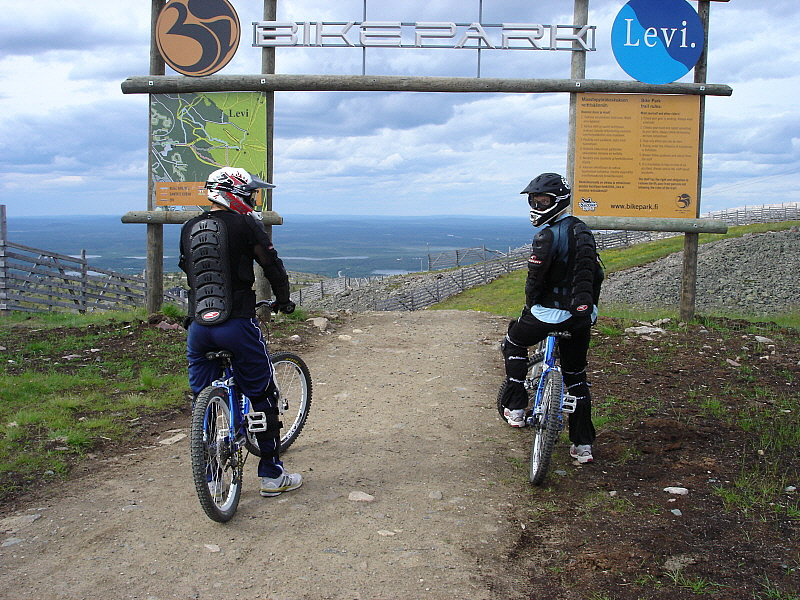
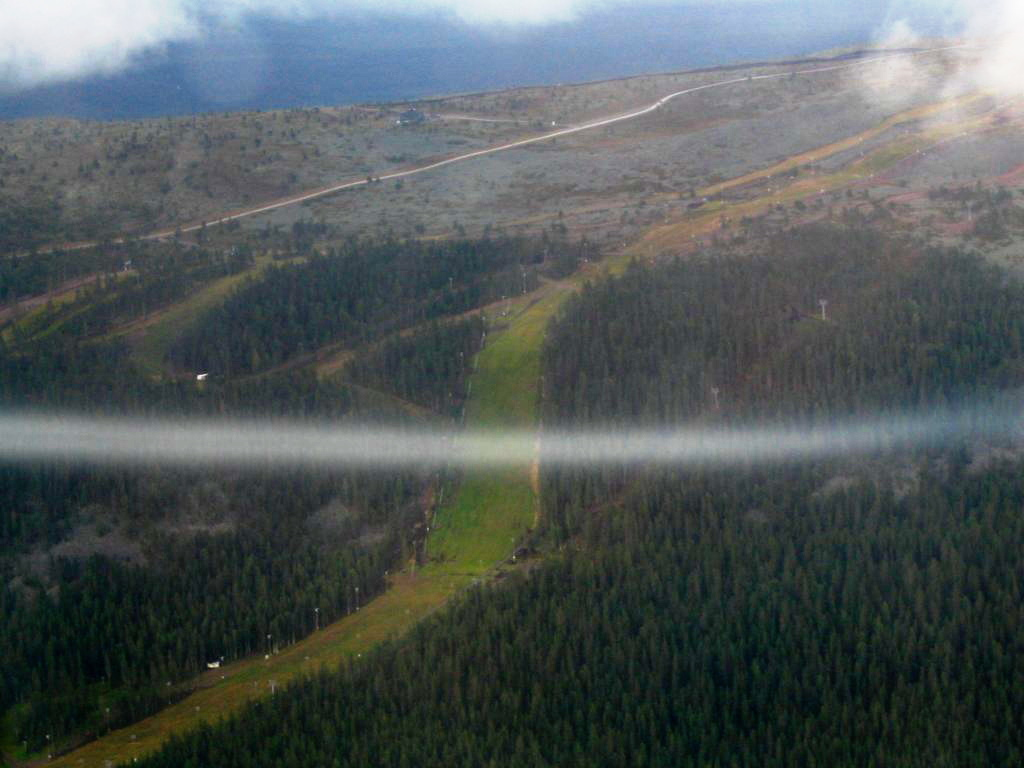
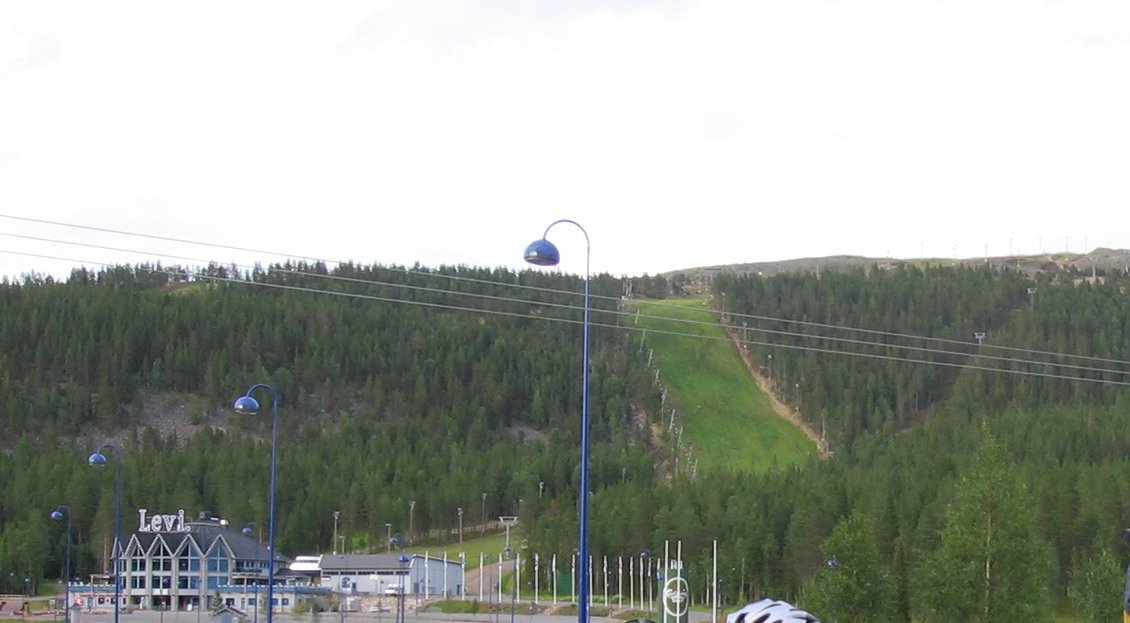
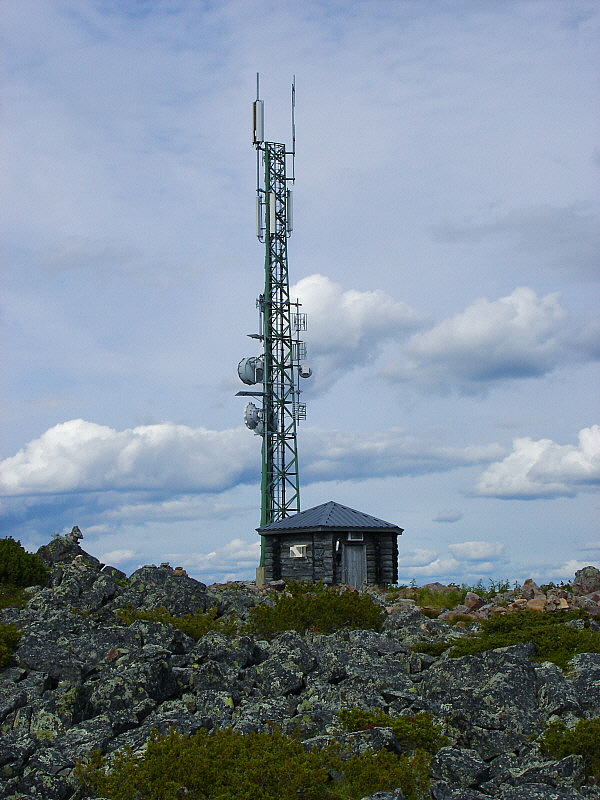
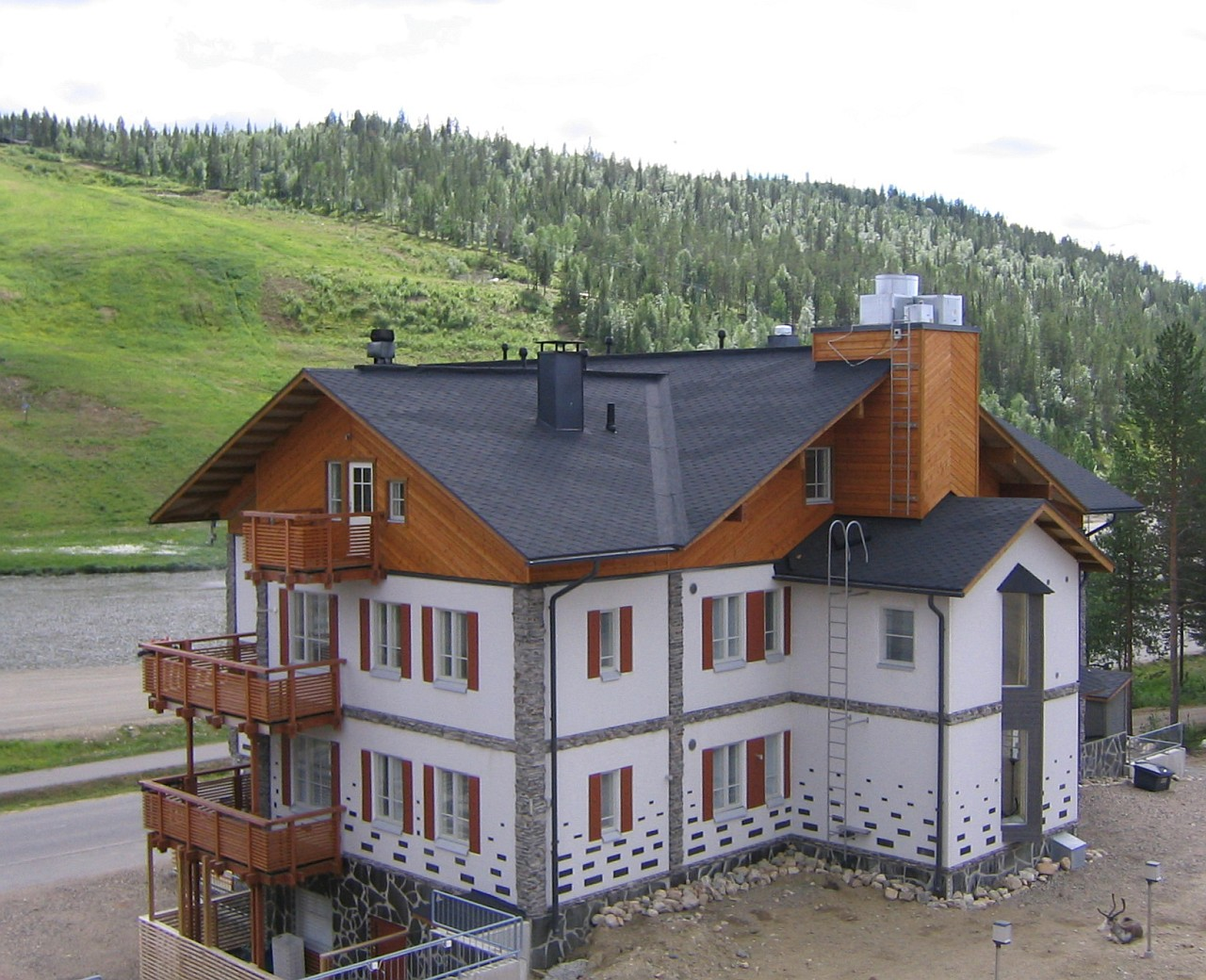